# ボクと魔王

『ボクと魔王』（ボクとまおう）は、2001年3月15日にソニー・コンピュータエンタテインメント（SCE）より発売されたPlayStation 2専用RPGである。開発はツェナワークス。
PlayStation 2 the Best版は2002年8月1日発売。

## 概要
人形劇のような独特の雰囲気を持ったファンタジーRPGで、PlayStation 2最初期の作品。
Panasonic M2の開発中止が報道された翌日（1997年6月頃）に、ソニー・コンピュータエンタテインメントからツェナワークスに対して初代PlayStationでゲームソフトを開発するよう打診され、開発がスタートした。ところがPlayStation 2発表日の前日（1999年3月1日）になると、ソニー・コンピュータエンタテインメントからプラットフォームをPlayStation 2に変更するよう要求され、実質作り直しを行った。
前半はストーリーやキャラクター、世界観共に非常にコミカルに描かれ、軽快な音楽も相まって軽い調子で物語が進んでいくが、物語が進むにつれて隠された世界の謎が明らかとなるシリアスな場面が増えていき、クライマックスは非常に重いテーマをもって描かれる。
PS2最初期の作品でありながら、フィールドや建造物、キャラクターは非常に美麗な3DCGで描かれている。シンボルエンカウントでモンスター（作中では「オバケ」と呼ばれる）との戦闘に突入し、戦闘はシンプルなアクティブタイムバトルで進行する。
『Okage: Shadow King』というタイトルで海外版も発売されている。

## ストーリー

### 第一章：ボクと魔王が地下室で
王都から支給される「分類表」によって、全ての人間が等しく「分類」された世界の、とある王国の田舎村テネルに、気が弱く影の薄い少年がいた。村にサーカスが来た日の夜、彼の妹がオバケに襲われる。呪いにかかった妹を救うため、父親は怪しげな壷を開ける。ところが中から出現したのは、大魔王の生まれ変わりと名乗る魔王スタンだった。　
妹を救う代償として影を乗っ取られ、下僕になるよう命じられた少年。しかしスタンは復活したての為、少年の影としてしか行動できない。魔王としての威圧感はゼロ。そんなスタンの許に、王国には7人の魔王がいるとの情報が入る。自分がイマイチなのはニセ者のせいに違いないと決めつけたスタンは、少年を連れてニセ魔王退治の旅に出ることにした。
年上の女勇者や、中年の怪しい博士、さらには王国の王女まで、様々な人物と出会い、仲間を増やしながら、スタンと少年はニセ魔王を倒していく。しかし、旅を進めるうちに、少年は世界と自分に隠された大きな秘密に巻き込まれていく。

### 第二章：ボクと魔王とピンクの勇者
テネル村を出て、オバケと遭遇したが、勇者ロザリーと出会う。

### 第七章（最終章）：ボクと魔王が図書館で
ハイランドで吸血魔王を倒したルカ達は、ベーロンのいる世界図書館に行く。

## 登場キャラクター

### プレイヤーキャラクター
ルカ（少年）
本作の主人公。やたらと影が薄い少年。16歳。赤い髪に緑の瞳の持ち主。
「ルカ」というのはデフォルトの名前で、プレイヤーが自由に変更可能。時々入る音声のナレーションでは名前ではなく「少年」と呼ばれる。
会話イベントにてプレイヤーが選択肢を選んで発言する以外に台詞は一切なく、表情や動きのみで感情を表現する。
「パビリオンの呪い（発言に一文字ごとにパ行の文字がつく奇妙な呪い）」にかかった妹アニーを救う為に、彼の父親が壷を開けたことで魔王スタンと出会う。その後、妹の呪いを解くことと引き換えにスタンに影を乗っ取られた結果、家族に見送られ、成り行きで世界征服兼ニセ魔王退治の旅に出ることとなった。旅の途中、ロザリー、キスリング、マルレイン、ビッグブル、リンダを仲間にする。途中、魔王達の目指していた下水道最奥の魔法陣で、認識されなくなり、1人になった。トリステで再会したブロックにより元に戻り、仲間と再会する。
あまりにも影が薄いため、今までの人生は恵まれたものではなかったらしい。優しい反面、控えめで気が弱く、よく困惑した表情を見せるが、会話イベントにおける選択肢には、自己主張の激しい台詞や気弱とは思えない選択肢もある。
作中で彼と衝突したり彼を嫌ったりする人間は少なく、特にマルレインやロザリーなど、複数の女性から好意的に見られ、スタンとも最終的に深い絆で結ばれている。
小柄で細身で、魔界の影評論家やスタンの言動によると、ルカの母やロザリーよりもスタイルがいいらしい。
世界中のどんな人も持っているはずの「分類」を、彼だけがなぜか持っていない。
主人公のため戦闘には必ず参加しなければならず、また彼が戦闘不能になると他の仲間が行動可能でもゲームオーバーになる。
専用武器は「剣」（初期のみ拾った枝）、防具は「服」。分類を持たないために分類色（属性）は「透明」で、即ち弱点も得意属性もない（全ての攻撃に対して分類の影響を受けない）。攻撃時は枝でも剣でも、滅茶苦茶に振り回すように行う。彼のみが使える独自の技「オーバードライブ」を持ち、さらに単体の回復の技も使うこともできる。
スタン／スタンリーハイハットトリニダード14世
強大な力を持っていたが300年前に「大勇者ホプキンス」に倒された「大魔王ゴーマ」の自称生まれ変わり。本名はあまりにも長いため、本人すらも間違えることがあるらしく、周囲の者には略して「スタン」と呼ばせている。
魔王としての本来の姿は金髪の大柄な男性だが、ルカの影に乗り移った状態では、ジャック・オ・ランタンのような顔が付いたペラペラの黒い紙のような姿になっている。
300年間壺の中に封印されていたが、その壷をルカの父に拾われて開けられたことで復活、再び世界征服をたくらむ。
長きに渡る封印のせいですっかり力が衰えており、誰かの影に乗り移らないと行動できない為、アニーにかかった呪いを解く代わりに自分に最適な影を提供するという取引をルカの父と交わす。結果、ルカの影に乗り移り、彼を従えて世界征服の旅へ出ることになった。
性格は傲慢不遜で意地悪だが、自分の存在をルカの芸だと言う村人の発言に傷ついたり、しょっちゅうロザリーとレベルの低い口喧嘩をするなど、妙に人間臭い部分もある。
本人は独自の人間観を持っており、物語内のセリフの端々で人間を下に見ていることがうかがえる。ビックブルを「頭の弱そうな筋肉ダルマ」、キスリングを「呆れるほど人の話を聞かないエセ変人学者」など、他人を表現豊富な様々な仇名で呼ぶことが多い。
ルカのことは「子分」「下僕」と呼び何かとこき使っているが、彼がいないとこの世に存在することが出来ないため、優しい言葉をかけることもあり、最終的には単なる主従を越えた強い絆で結ばれた。
スタンの力に関わった者の影は蛍光ピンクになってしまう（スタンがその存在に影響を与えた印であるらしい）という力があり、アニーやロザリーがその影響を受けていた。ただしルカの影は本編中で蛍光ピンクになった描写はない。
基本的にはコマンドで操作できないキャラであり、通常は戦闘に参加しないが、ランダムで戦闘前にルカに対し問答を仕掛けてくることがあり、これにうまく答えることで強力な先制攻撃（フライング魔王）を放つことができる。他にも、ルカのHPが一定以下になると反撃を行ってくれたり（バーニング魔王・序盤限定）、ルカが一定回数以上の攻撃を受けるとカウンターを行ってくれたり（スマッシュ魔王）と、ルカのピンチを助ける意味合いで攻撃をする。これらの攻撃は全て属性が赤なのでスタンの分類色（属性）は「赤（炎）」と思われる。
また、後半になってとあるアイテムを手に入れると、ルカのHPを大量に消費する代わりに、ルカ同様に分類「透明」による強力な全体攻撃を使えるようになる。
ロザリー
金髪金瞳の女勇者。22歳。後述のスタンとの因縁により、影が蛍光ピンクになっており、それを隠すために日傘を常に携帯している。
3年前に壷に入ったスタンと遭遇しており、その一件が影響して影が蛍光ピンクに染まっている。これが原因で勇者連盟や勇者大学、民衆からの信用を失い、お笑い勇者扱いされてエリートコースから転落してしまった。影を元に戻す為にスタンを探し回って、スタンに影を乗っ取られたルカと出会った。だが力の弱ったスタンでは影を戻せないため、ニセ魔王を倒して彼に力を取り戻させるために、彼らに同行している。
勇者大学を卒業した元エリートであり、現在は落ちぶれてはいるものの、日傘を持ったままでも高い戦闘能力を発揮することや、パーティーを上手く纏め上げてリードしている所などに、その高い実力が垣間見える。
しっかり者だが、煽てやお世辞に弱く、調子に乗りやすい性格でもある。また、ことあるごとにスタンと口喧嘩を繰り広げており、仕舞いには宿主であるルカごと殺そうとする事もあるほど。もっとも冒険に関しては全くの素人であったルカのことは人一倍気にかけており、姉弟のような絆で結ばれているほか、選択肢の答え方によっては恋人のような仲になることもある。
ナルシストで、顔やスタイルには自信を持っているが、スタンには喧嘩のたびに馬鹿にされるほか、3年前の事件の際にもスタイルに関して悪口を言われるなど、評価されていない。序盤でルカのほうがいいとまで言われた際にはショックを受けていた。
スタンとの口喧嘩では彼のことを「スカポンタンの口だけ魔王」「ペラペラ魔王」などと呼んでおり、彼の方からも「ウエストなしの尻デカ女」「カンの虫女」などと呼ばれ、お互いに向けた悪口は枚挙に暇がない。
専用武器は「レイピア」、防具は「鎧」。分類色（属性）は「青（氷）」。前述の理由でいかなる時も日傘を手放さず、片手のみで攻撃を繰り出す。魔法などの特殊能力に関しては比較的貧弱だが、物理攻撃に関してはパーティー中トップクラスであり、すばやさも高い。
グッテン・キスリング
自称「知る人ぞ知るオバケ研究の世界的権威」の変人学者。45歳。白衣を常に着用している。髪と髭は真っ白で、爆発したような形をしている。
謎やオバケの研究に取り憑かれており、フィールドワークと称した放浪の旅を続けている。ルカと同行していたロザリーと出会い、彼女についていけば色んなオバケに遭えると勝手に予想し、一行の旅に勝手についてくることになる。
常に歯を剥き出しにして笑っており、風貌や言動も珍妙そのもので、スタンさえも彼の研究への情熱を制御できないことがあるが、年齢相応の冷静さと聡明さは持ち合わせている。知識も豊富で、一行の知恵袋として訪れる場所の性質などを解説することも多い。
掴み所のなさと胡散臭さから、ロザリーをはじめとしてパーティーの面々からはその地位を疑わしく思われているが、その方面では高名であるらしく、たびたび彼の名前が役に立つことがある。
オバケの研究が目的の同行である為、ストーリーの核心部分との直接的な関係性は薄いが、学者という立場から、会話の端々でその分析力の鋭さを発揮し、この世界の姿を考察している。分類の力が無くなった後の世界のことは「これからは誰もが広く世界全体を感じられるようになるだろう」と捉えていた。
足の爪を切る事やポエムが趣味であり、なぜかルカの父とウマが合う。
専用武器は様々な「本」、防具は「白衣」。分類色（属性）は「黄（雷）」。物理的な攻撃力はほぼ皆無な上、防御力も乏しいが、多くの攻撃魔法を使いこなす。
ビッグブル・ザ・ブルドーザー／巨牛魔王
牛の角と鼻、尻尾を持つ牛男。「巨牛魔王」と呼ばれるニセ魔王の一人。年齢は「忘れた」。
低身長だが筋骨隆々としており、タンクトップのような薄着一枚である。語尾に「ッス」とつけて話す。
魔界からやって来たニセ魔王としてルカ達に勝負を挑むも倒され、その後スタンの心意気に惚れ込み仲間として旅に同行。ルカを「駆け出し」、スタンを「アニキ」、ロザリーを「姐さん」、キスリングを「先生」、マルレインを「組長」、リンダは「リンダちゃん」、エプロスの事は「ダンナ」と呼んでいる。
汗と筋肉を愛する力自慢の燃える男で、猪突猛進な思い込みの激しいタイプ。世界征服に興味はなく強い奴と闘うことが生き様であり、正々堂々勝負を申し込み、その場でいきなり襲わずダンジョンでフェアに闘おうという魔王らしからぬ魔王。夢は筋肉マン養成所を創設し、筋肉のパラダイスを作ることらしい。
武器は持たず、攻撃は徒手空拳。分類色（属性）は「赤（炎）」。攻撃魔法はさほど使えないが、見た目に違わず物理攻撃は強力。熱い性格をしているだけあり、攻撃力を上げるなどの技を使うこともできる。すばやさは低い。
リンダ／アイドル魔王
スタンをコーチと仰ぐ魔族の女の子。「アイドル魔王」と呼ばれるニセ魔王の一人。年齢は「ひ・み・つ」。
ビッグブルと違い、頭に角が生えている以外には普通の人間と外見上の違いはない。性格は純真で一途な面もあるが、移り気で腹黒く毒舌な面も持ち合わせており、まさに小悪魔といったところである。
初登場時はニセ魔王としてのこれといった活動はせず、アイドルを目指して路上でひたすらライブをしていた。その頃は「歌さえ歌わなきゃいいコなのに」とまで言われるほどだったが、ルカ（スタン）にレッスンを受けたことで徐々に才能を開花させ、物語中盤には魔王として目覚め、その歌に洗脳の力を宿らせて一つの街の人間を丸ごとファンにしてしまう程の実力者となる。最後はルカ達に「最後の試練」と称し勝負を申し込むが負けて、至らぬ自分を磨く為パーティーに加わり、以降は仲間として同行する。
言動は独特で「グリグリモグモグ」等の独特の造語も持つ。ちなみに、彼女が街を丸々洗脳するイベントでは「萌え」という単語が大量に使用され、イベントにて流れる曲の題名すら「Moe-Moe」である。
レッスンを受けている間はルカを運命の人と言ったり気があるような素振りをしていたが、実はスタンの方を本体と思っており、ルカのことは「ヘンな人形」だと思っていた。最終的にはエプロスを慕う事に落ち着く。
専用武器は「マイク」、防具は「ドレス」。分類色（属性）は「青（補助）」。敵と味方の両方に作用するフィールド技を多く習得し、全体回復の技を覚える唯一の仲間である。
エプロス／幻影魔王
派手なヘアセットとメイクが特徴のマジシャンの男性。空中浮遊で移動する。「幻影魔王」と呼ばれるニセ魔王の一人。年齢は不明。
魔力の探求に夢中になったゆえに世界の裏事情に精通しており、常に冷静に先を見据えている。自ら率先して自分の「分類」と世界の流れに逆らおうとはしなかった。
ルカ一行には何らかの期待をかけており、彼らを誘い出した後わざと敗北して、魔力をスタンに明け渡し仲間となった。その目的は自らが知りたいことを知るため。ルカ一行を「目的がばらばらの行き会いの集団」と評している。
終盤になってから仲間になるが、加入時のレベルは高く設定されている。敵として登場する際には自分の姿は幻であると語っており、物理による攻撃ではダメージをほとんど与えられないため、攻撃魔法を利用して戦うことになる（スペシャル技を駆使することで物理攻撃で倒す手段は存在する）。
専用武器はトランプの「カード」、防具は「タキシード」。分類色（属性）は「黄（妨害）」。習得する技は全て敵を対象とした技であり、敵から体力を吸収したり、弱った敵をアイテムに変化させるなど、トリッキーな性能を持つ。

### その他の重要キャラクター
マルレイン
美しき王女様。赤を基調としたドレスを着ている。
ワガママで気が強いうえに世間知らずだが、ルカの母のために苦心するなど、健気な一面も持つ。
ニセ魔王の1人に囚われていたところを、ルカ達に救出される。途中スタンが彼女を洗脳するという計画を立て、洗脳術をかける為にルカを無理矢理抱きつかせた。その洗脳術は「魂を持つ者」ならば例外なくかかるはずのものであったが、彼女にはある理由で効かなかった。
これを境に彼女はルカを意識し始め、ルカに「責任をとれ」と言ってベーロンの元を離れてルカの家に押しかけ、ルカを自分の「召使い」とすると宣言し、旅に同行する事に。
気弱なルカに対しても高圧的に接するが、内面は典型的なツンデレであり、物語が進むにつれてルカに恋心を抱くようになり、ルカもまた彼女を想うようになっていく。
ルカの母親に料理を教わってとても優しい気持ちにしてもらえたと言ったり、ルカの家に来たことはないはずなのにひどく懐かしく感じる、と語る。
王女であると皆に認識されてはいるものの、彼女以外の王族や、王都の様子、国全体の確かな構造を把握しているものはいない。
旅の同行はするが、戦闘には加わらない。
その正体はベーロンの実の娘。だが実はルカ達とともに旅をしてきたマルレインは傀儡であり、その真の姿はルカの母が少女時代に大のお気に入りだった人形で、ベーロンがこの世界で見失ってしまった本物の娘の代わりに「王女マルレイン」という「分類」を与えられていた代用品であった。
本物のマルレインはある時突然父親であるベーロンの前から姿を消して行方不明になっているが、実際は「分類」の力によって自分の場所を失ったまま戻れなくなっていたのであった。とある場所でルカが本物の彼女の声を聴くシーンがある。エンディング後、彼女はルカとの「再会」を果たす。
ベーロン
マルレインの侍従長。マルレインと2人だけで世界中を旅している。
非常に紳士的で落ち着いた物腰の持ち主で、どんな者に対しても礼儀正しいが、王女に害を加えるものは敵視する。彼女に絶対の忠誠を誓い、いつも従順に彼女の側に付いている。
序盤では彼女の事以外にも何か得体の知れないことを常に考え続けている節があり、幾度もルカのことを気にするように見つめてくるが、中盤に王女が家出し、行方知れずになってからは、姿を見せなくなる。再登場の際には彼の正体が明らかとなる。
正体はこの世界の「分類」を作りそれを操る黒幕で、マルレインの父親。マルレインが魔王や勇者達と永遠に楽しく遊んで過ごせるように、「分類」の力で世界の一部を切り離してその中に住まう者達に「役割」を与えた小世界を作っていた。
自分の世界の秩序を破るルカ達を排除するため、スタンに「大魔王の力」を、ロザリーに「大勇者の力」を与えて同士討ちにさせようとするが、旅の途中の仲間達の声を録音したボイスレコーダー（本来マルレインの旅程を知るための小道具の一つとして魔王達に持たせていたものだった）で彼の「分類力」は打ち破られる。
倒されたのちに、分類の力が消えて開かれた世界ではもはや娘が自分を見つけることはないだろうと思い、開かれた世界へ自分から本物のマルレインを探しに行った。
ジェームス
スタンに仕える執事。立派な双角を生やした燕尾服の魔族。特技はスタン限定の太鼓持ち。
突然どこからともなく現れ、大して役に立たずに適当な弁を並べて煙に巻いた後、去ってゆく。
表向きは主人であるスタンへの忠誠を誓っているように振舞っているが、実際は他の私事を優先させることが多く、主人のスタンがいるルカ達の旅にも同行しない。
主人に最適な影を提供するために、魔界からオバケの影評論家達を呼び出して、ルカの家族の影を審査した結果、芸術レベルの影の薄さゆえにルカが選ばれた。
とあるイベントでは、「人々の枕元に強制的に愛を届ける『闇のサンタさん』」を名乗り、ルカにある人物からの贈り物を渡した。別のイベントでは、スタンの子分たるルカを鍛えようと無茶な特訓をさせたり、特製の「執事暗黒薬」という怪しい薬を飲ませたりもしている。
紳士的な態度ではあるがその実かなり好色な人物であり、初登場時からルカの家で彼の母を口説くなど、気がつくとそこらの女性を口説いていることが多い。
自称「執事暗黒拳」という伝説の拳法を会得しているが、作中でそれと確認出来る技は「理不尽執事不動拳」の1つだけであり、世界図書館の扉を破壊する際に使用した。

### ニセ魔王
ブロック／サーカス魔王
テネルの村へやってきた移動サーカス団の団長。擦れた雰囲気のある中年の男。職業柄、少々奇抜な服装をしている。
彼のサーカスがやってきたことが全ての物語の発端であり、スタンの封じられたツボを落とし、ニセ魔王達の居場所を示す魔王マップをルカ達に渡したのも彼である。だが、サーカスの移動時に毎回置いていかれそうになるほど影が薄い。テネル村の公演の後は、ルーミル平原にテントを立てている。
その正体はニセ魔王の一人「サーカス魔王」だったが、物語の開始時点で既に魔力を下水道魔王に譲渡し魔王を辞退していた。
エプロスと同じく世界の秘密を知る一人だが、彼とは違い世の理不尽を既に割り切っている感があり、あるイベントではルカに重要な援助をしてくれる。
下水道魔王
マドリルの下水道に居るニセ魔王。最初に戦う事になり、唯一ダンジョンの奥ではなく入口で戦うことになる。太ったネズミの外見をしている。
ルカ、スタン、ロザリーに負けた際、スタンに魔力を取られ、かなり小さくなった。
ルカ達に倒された後はブロックの元でサーカスの団員として働く事になる。
水泡魔王
リシェロの湖の水の遺跡に居るニセ魔王。鯰に手足を付けたような外見をしている。
初登場時は「へんなの」という名前で登場し、王女を攫ったことだけを伝え去っていく。実際はその場に倒れていた王女を捕まえただけなのだが、魔王としての威厳を保つために攫ったということにした。
ルカ達に倒された後は心を入れ替え、水の遺跡の門番になることとなった。
会長魔王
帰らずの奈落の穴に居るニセ魔王。黒幕商事の会長で、脂ぎった中年の男。
勇者とオバケが癒着しているという噂を流し勇者を無力化させ、その後は他のニセ魔王を同志討ちさせ、最終的に自分一人が世界を征服する計画を立てる。
その作戦の一環としてマルレインに協力を求め、断れば彼女とルカのスキャンダラスな噂を流すと脅し、それがはねつけられた後は会長を辞任し、力ずくで言うことを聞かせようと帰らずの奈落にルカ達を誘い込んで戦いを挑む。
戦闘は自分のHPを回復しつつ、相手に大ダメージを与える魔法「ティール」を多用する。
撃破後は、町に戻って地道に高利貸しを続けると言い残し去って行った。その後は黒幕商事のイメージを一新させて新たな事業を立ち上げようとしている。
ビックブル、リンダ、エプロス
詳しくは#プレイヤーキャラクターを参照。
吸血魔王
ハイランドに居る最後のニセ魔王。痩せた吸血鬼の男。
「分類」の力によって最強の魔王たれと命ぜられており、ハイランドの村人の血を吸って力を蓄えている。
初登場時は非常に威厳のある口調で話すが、ルカ達に倒され魔王の「分類」が外されると途端にフランクな口調となる。ルカ達に同行するのは断った。
性格は卑屈。他のニセ魔王のことは知らない。ユートピア回廊に繋がる橋を架ける権限を持つが、世界図書館には入ることはできない。
実は黒幕の意図であえて魔力を減らされていた。各属性の最強の魔法を放ってくるが封印に対する耐性がない。

### ルカの家族
父
ルカの父親。テネル村役場課長。
スタンの封印された壷（彼曰く「人の運命を変える力を持つという『ポラックのツボ』にそっくりなツボ」）を拾ってきて、自作の魔法陣を使ってスタンの封印を解いた張本人。アニーの呪いを解くためにとルカにスタンの子分になることをそれとなく強要したり、嫌々ながら世界征服の旅に出る羽目になったルカを二つ返事で旅に出したりと、無責任な性格をしている。
役場では課長がいないと仕事がはかどると言われ、彼からもらった名刺はとあるイベントでネタに使われている。キスリングとは初めて会ったときからウマが合うことを感じ取ったらしく、「キーちゃん」「パパさん」と呼び合うなど、2人で部屋の中で怪しげな会話をしていた。
母
ルカの母親。専業主婦。
冒険家の家系に生まれたため昔は世界を旅していたらしく、ルカの父親とも旅先で出会ったという。
のんびりとした性格で、物腰が柔らかくおっとりとした口調で話し、非常に天然な性格をしている。
マルレインがルカの家に来た時に、ルカが王女に迫ったと聞くと「あんな気弱だった子が…」と言いながらルカを褒めたり、アニーに対してオンナの魅力をアピールする方法を常日頃言い聞かせたりと、恋愛や結婚といった面で非常にズレている。
また、マルレインには料理を教えたり、優しくしたりと何かと気にかけている。また、昔マルレインとよく似た人形を持っていたらしい。
アニー
ルカの妹。
サーカスに出かけた夜、オバケに襲われ「パビリオンの呪い」にかかる。その呪いを治すため父親がスタンの壺を開け、その結果ルカの旅が始まることから、父共々、今回の物語の発端となった人物でもある。
スタンによってその呪いは治ったものの、その副作用として影が蛍光ピンク色になってしまった。しかし、同じ目に会っているロザリーとは対照的に、そのピンク色の影を自分の魅力を上げるために利用できないかと画策している。
かなりの美少女らしく、テネルの村では彼女に好意を寄せている男の子が複数いる。
ルカ達が冒険の途中に自宅に立ち寄った折にロザリーとも仲良くなり、ロザリーのことを「お姉さま」と呼ぶようになる。
祖父
ルカのおじいさん。
冒険家の家系に生まれたため、ルカの母親同様若いころは世界中を旅していたらしい。
祖母
ルカのおばあさん。
初めのうちは「えー、えー。そうですねおじいさん」としか喋らなかったが、わらしべイベントの最初のアイテムである「ただの小石」をルカに渡したり、とあるイベントでは唯一ルカの心配をしていたり、物語の重要イベントではっとするようなセリフをしゃべる。

## マップとダンジョン

### 町・村
テネル
ルカの家族が住む家から最も近い村で、ルカの父はテネル村役場の課長である。世界で唯一教会があるが、何が信仰の対象となっているのかは誰も知らない。
マドリル
「先年紀」と呼ばれるはるかな古代の遺産である巨大歯車がいくつも存在する二階層に分かれている街。ストーリー中3回魔王騒ぎが起こる。
リシェロ
水産業を主産業とする港町。町全体が湖の上に張り出した形になっている。近くに水の遺跡がある。
トリステ
世界の秘密と密接な関係を持つ街。世界の「分類」から外れてしまった者達が集う場所。
ハイランド
名前通り天高くに人知れず存在していた村。吸血魔王が力を蓄えるための場所であり、夜になると雰囲気が一変する。

### 地域
ウィルクの森
最初に進むマップで、自宅・テネルとマドリルをつないでいる森。ロザリーと初対面する場所。
ルーミル平原
マドリルとリシェロをつなぐ平原。キスリングが仲間になる場所。ロザリーとキスリングの2人がいれば大抵のオバケの弱点をつけるためオバケとも戦いやすい。
横断トンネル
ルーミル平原とポスポス雪原をつなぐトンネル。本来は魔王に「世界の外」から物資や人員を供給するための通路らしい。
ポスポス雪原
閉ざされた洞窟がある雪原。雪だるまのオブジェや温泉宿などもある。ストーリーが進むとここからトリステに入れるようになる。
アダッシュ砂漠
トリステの先にある砂漠。深き墓穴と幻影魔王が待ち構えている歯車タワーがある。道中には岩で出来た迷路もある。
ユートピア回廊
ハイランドから世界図書館へと続く回廊。吸血魔王撃破後に橋が架かる。壊れたストーンサークルや怪しげな魔法陣などが多数存在している。
ワプワプ島
ストーンサークルによるワープで世界の各地を移動できる小島。移動の際便利だが、ストーリーの進行状況によっては使えない時もある。

### ダンジョン・建物
ほとんどが「ツボ」を壊して（オバケを倒して）次の階層に進む仕組みとなっている。
水の遺跡
リシェロから行けるゲーム中最初のダンジョン。非常に単純な構造である。最下層で水泡魔王と戦うことになる。
帰らずの奈落
ルーミル平原にあるダンジョン。かなり複雑な構造になっており、落とし穴まで存在する。魔法陣が仕掛けとして初登場し、最下層で元・会長魔王と戦うことになる。
大樹のウロ
ウィルクの森にあるダンジョン。構造は帰らずの奈落より単純だが、特有の仕掛けとして通り抜けられる壁が存在する。下級オバケが急に強くなるため、初めてきた際は注意が必要。最下層で巨牛魔王（ビックブル）と戦うことになる。
閉ざされた洞窟
ポスポス雪原にある階層は少ないがその分広いダンジョン。最下層でアイドル魔王（リンダ）と戦うことになる。
下水道
マドリルの地下。下水道魔王を倒すと入れるが、攻略は閉ざされた洞窟攻略以降となる。特有の仕掛けとして操作板が登場する。
深き墓穴
アダッシュ砂漠にあるダンジョン。その名の通り地下9階まで存在し、かなり深い。ここで幻影魔王の待つ歯車タワーの鍵を入手する。
歯車タワー
アダッシュ砂漠にあり、幻影魔王（エプロス）が待ち構えている場所。戦闘後すぐにハイランドにワープする。
世界図書館
これまでのダンジョンと異なり鍵を集めて進んでゆく最後のダンジョン。中央棟、東棟、西棟の3棟から成り、これまでのダンジョンとは比べ物にならないぐらい広い。世界の秘密と密接に関係しており、とある仕事をする者たちが働く場所でもある。

## スタッフ
- 企画・ゲームディレクター：川野忠仁
- 脚本：横弥真彦・根本晃
- シナリオ協力：野間口修二・坂本和也
- 戦闘企画：山本浩
- アートディレクター・キャラクターデザイン・クリーチャーデザイン：関本努
- デザイン：後藤滋
- バックグラウンドデザイン：加藤秀幸・三船賢治・関本努
- ディレクター：逸見規之
- エグゼクティブプロデューサー：山元哲治
- 製作総指揮：佐藤明・竹野史哉・佐伯雅司
- 制作：ZENER WORKS・Sony Computer Entertainment Inc.
- ナレーション：坂東尚樹
- 製作・著作：Sony Computer Entertainment Inc.
- コーディングディレクター：武田寧（おにたま）
- イベントディレクター：岡本稔
- クリーチャーモーションデザイン：山崎大助
- キャラクターモーションディレクター：岡本稔
- 音楽・サウンド：Peak A Soul + Project Boku To Mao
  - 土井潤一・川谷吉和・村田利秋・梶川貴光・九米康隆・戸部和秋・長沢ゆりか
- コーディング：芹沢仁・白森善行・望月哲夫・佐野浩章・太田一光
- 戦闘コーディング：山口健一
- キャラクターモデル：岡本稔・関本努
- クリーチャーモデル：山崎大助・山本浩
- CGアシスタント：増田逸平・鈴木宏・田中政至
- イベントスクリプト：渡辺浩史・佐々木淳・三上鉱平・檜皮裕介・吉田貴弘
- モーション：前沢健一・黒川貞徳・星野理恵・田口浩二・増子貴史・石綿朋野・椎野幹・高橋美貴
- SCEI QA MANAGER：日吉正樹
- SCEI QA TEAM：西谷知佐子・宍戸理恵・中村一美・佐藤有紀・酒井敦史・三友健太郎・平木康介・今野博和・山崎けい・安西健太郎・尾崎慎吾・増形大介
- SOFTWARE MANUAL & PACKAGE DESIGN：森栄二郎・鈴木宏枝（SMC）・安原健一郎（豊玉屋）・山井聡・仲政晴
- PROMOTION：小宮一昭・青木千加志・竹川洋志・井上知子
- SALES PROMOTION：浅川哲郎
- SPECIAL THANKS：RX Lib. Team
  - 山本浩（SCEJ）：寺坂勇・新改裕二・着崎信也・柳堀貴之・菊池宣充・平井英統・中村和人

## CD
- ボクと魔王 Original Soundtrack - 2001年7月17日発売 JDCM-1～2（2枚組）